# Малеевск
Малеевск (каз. Малеевск) — село (в 1984—1997 — посёлок) в Алтайском районе, Восточно-Казахстанской области, Казахстана. Административный центр Малеевского сельского округа. Код КАТО — 634839100.

## Население
| 1999 | 2009  | 2021  | Мужчины 2009 | Мужчины 2021 | Женщины 2009 | Женщины 2021 |  |
| ---- | ----- | ----- | ------------ | ------------ | ------------ | ------------ |  |
| 2799 | ▼1807 | ▼1100 | 883          | ▼586         | 924          | ▼514         |  |

## Географическое положение
Находится в 17 км. к северу от города Алтай, на берегу р. Бухтарма.

## История
В течение долгого времени Малеевск славился как район лесозаготовки и деревообработки. Одним из ключевых предприятий был цех ламинирования, который был поселкообразующим источником занятости для местных жителей. Однако с распадом СССР и изменениями в экономике, цех потерял свое значение, а Малеевск перестал быть поселком, превратившись в село. В результате объединения с близлежащим селом Лесная Пристань, Малеевск стал частью единого административного района.

### Экономика и инфраструктура
В непроизводственной сфере здесь продолжают успешно функционировать учреждения, такие как средняя школа, семейная врачебная амбулатория, библиотека, отделение связи, а также не менее важные предприятия торговли.

### Наследие и настоящее
Название села Малеевск связано с именем маркшейдера Малеева, который в 1810 году обнаружил богатое рудное месторождение. Это историческое событие оставило свой след в культурной памяти местного населения.
В настоящее время Малеевское рудное месторождение остается важным элементом экономики региона. Оно является основой Зыряновского горно-обогатительного комплекса ТОО «Казцинк», обеспечивая рабочие места и экономический рост села и его окрестностей.